# De syv søstre (Norge)
|  | For andre betydninger, se De syv søstre |
De syv søstre er en fjeldkæde på øen Alsten i Alstahaug kommune i Nordland fylke i Norge. Fjeldformationen består af syv bjergtoppe som præsten Petter Dass navngav efter sagnet om de syv søstre. De syv bjergtoppe hedder (fra Nordøst mod sydvest): Botnkrona (1072 moh.), Grytfoten (1019 moh.), Skjæringen (1037 moh.), Tvillingene (945 og 980 moh.), Kvasstinden (1010 moh.) og Breitinden (910 moh.).
Fjeldrækken kaldes også for "harven", idet den ligner en harve med bunden i vejret.
Der er stier op til toppene og mellem dem. På hver af toppene findes en notesbog, hvori man kan skrive sit navn. Har man besteget alle syv, kan man erhverve sig et certifikat i den lokale turistforening. Rekorden for bestigning af alle syv toppe er lige under 4 timer.
| Bjerg | Spire Denne artikel om et bjerg eller en bjergkæde er en spire som bør udbygges. Du er velkommen til at hjælpe Wikipedia ved at udvide den. |

65°56′40.24″N 12°33′53.73″Ø / 65.9445111°N 12.5649250°Ø